# مخ زدن داخل هزارتو اشکالی داره؟
مخ زدن داخل هزارتو اشکالی داره؟ (به ژاپنی: ダンジョンに出会いを求めるのは間違っているだろうか ,Danjon ni Deai o Motomeru no wa Machigatteiru Darō ka) همچنین با عنوان کوتاه شده دانماچی شناخته می‌شود، یک سری لایت ناول ژاپنی نوشته فوجینو اوموری که توسط سوزوهیتو یاسودا نیز مصورسازی شده‌است.
با الهام از این رمان دو مجموعه مانگا به‌وسیلهٔ اسکوئر انیکس، و یک مجموعه تلویزیونی انیمه جمعاً در چهار فصل و به تعداد ۵۹ قسمت توسط استودیوی جی.سی.استاف، همراه با یک فیلم پویانمایی تحت عنوان مخ زدن داخل هزارتو اشکالی داره؟: پیکان اوریون در سال ۲۰۱۹ مورد اقتباس قرار گرفته‌است. نخستین اووی‌ای انیمه در ۷ دسامبر ۲۰۱۶ و همین‌طور فصل دوم انیمه با نام دانماچی: II در ژوئیه تا سپتامبر ۲۰۱۹ پخش شد. فصل سوم و اووی‌ای در ۲۷ سپتامبر ۲۰۱۹ تأیید شدند. فصل سوم قرار بود در ژوئیه ۲۰۲۰ پخش شود، اما به دلیل دنیاگیری کووید-۱۹ دچار تأخیر شد و در اکتبر تا دسامبر ۲۰۲۰ پخش شد. بخش اول فصل چهارم در ژوئیه ۲۰۲۲ پخش شد، و بخش دوم فصل چهارم نیز از ژانویه تا مارس ۲۰۲۳ پخش شد. مجموعه انیمه برای فصل پنجم نیز تمدید شد.

## داستان
داستان در شهر خیالی اوراریو اتفاق می‌افتد. این شهر خانه تعدادی از الهه‌ها است که در جستجوی هیجان، تصمیم گرفتند تا قدرت الهی خود را محدود کنند تا سختی‌های کسانی را که در دنیای فانی زندگی می‌کنند، تجربه کنند. هر خدا گروهی از ماجراجویان و پرسنل پشتیبانی از مردم شهر به نام فامیلیا (ファミリア، Famiria) را نگه می‌دارد. فعالیت اول این خانواده‌ها کاوش در هزارتوی زیر شهر معروف به دانجون (ダンジョン، Danjon) است. برای مبارزه با هیولاها و برداشت تکه‌های کریستالی که در هنگام نابودی از خود به جا می‌گذارند. از این تکه‌ها برای ساخت وسایل جادویی و گنجینه‌های دیگر استفاده می‌شود. با این حال، آن‌ها همچنین می‌توانند با ارز جهانی مبادله شوند. به شیوه‌ای مانند بازی‌های نقش‌آفرینی، قدرت یک ماجراجو با سطح و تعدادی از عدد توانایی آن‌ها اندازه‌گیری می‌شود. با شکست دادن هیولاهای قدرتمندتر، یک ماجراجو می‌تواند سطح و توانایی خود را افزایش دهد و همچنین قدرت‌های ویژه‌ای را که به عنوان مهارت‌ها ی استعدادها شناخته می‌شوند، باز کند.